# باکتری اسید لاکتیک

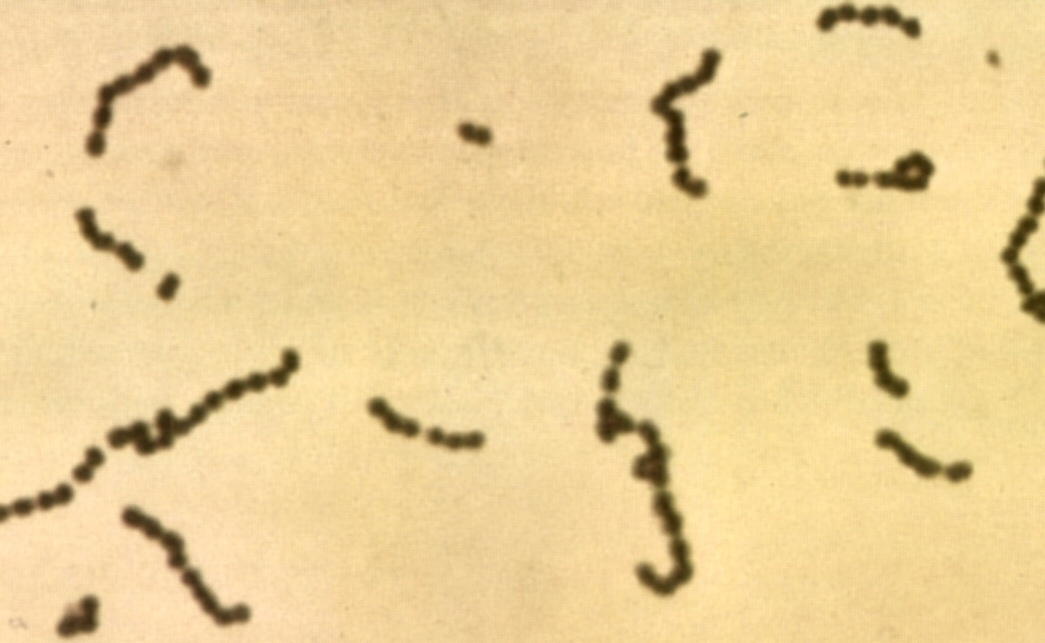
تصویری از گونه ی استروپتوکوکسوس (Streptococcus) که به همراه باکتری‌های اسید لاکتیک در یک سرده جای دارند.

باکتری اسید لاکتیک (ال ای بی)   باکتری گرم مثبتی است از نوع سیتوزین   که در مقابل اسیدها ضعیف هستند. این باکتری‌ها معمولاً غیر هوازی و غیر هاگزا و در کل کوکسی یا باسیلی هستند. این باکتری‌ها  بر اساس  دگرگشت (متابولیزم) و مشخصات فیزیکیشان دسته بندی می‌شوند. این باکتریها در گیاهان بیشتر به عنوان تجزیه کننده‌ها حضور دارند و در کل محصولات دارای لاکتیک اسید را تجزیه می‌کنند و طی فرایند تخمیر کربو هیدراتها لاکتیک اسید را به عنوان محصول نهایی تولید می‌کنند. سردهٔ  عضو راستهٔ لاکتوباسیلالس که شامل گونه باکتری‌های اسید لاکتیک می‌شود دارای  گونه‌های دیگری نیز هست مانند :
- Aerococcus
- Carnobacterium
- انتروکوک
- لاکتوباسیلوس
- لاکتوکوک
- Leuconostoc
- Oenococcus
- Pediococcus
- استرپتوکوک
- Teragenococcus
- Vagococcus
- Weisella

## موارد استفاده از باکتری‌های اسید لاکتیک
گروه عمده‌ای از باکتری‌های اسید لاکتیک به ویژه لاکتو باسیل‌ها ضمن فواید متعدد تکنولوژیکی و توانایی بالقوه در ایجاد عطر و طعم قادر به بقا و رشد در سیستم گوارشی انسان بوده و اثرات مفیدی بر سلامتی مصرف کنندگان دارند. این گونه باکتری‌ها و دیگر میکروارگانیسم‌هایی که چنین ویژگی داشته باشند تحت عنوان پروبیوتیک تعریف می‌شوند. امروزه با توجه به آگاهی و تمایل روزافزون مصرف کنندگان به خرید محصولات سالم تر و مفیدتر، توسعه فراورده‌های پروبیوتیکی در صنعت از اهمیت زیادی برخوردار است در این میان محصولات لبنی حاملهای بسیار مطلوبی برای پروبیوتیک‌ها محسوب می‌شوند امروزه شیرهای تخمیری مانند ماست بیشترین فراورده‌های لبنی حاوی باکتری‌های پروبیوتیک را تشکیل می‌دهند البته دیگر فراورده‌ها مانند شیر شیرین شده پنیر بستنی و شیر خشک را نیز می‌توان به عنوان حامل بکار برد. یکی از مزایای عمده استفاده از فراورده‌های شیری غیر تخمیری عدم وجود محصولات نهایی تخمیر در محیط می‌باشد که بر بقاء پروبیوتیک‌ها تأثیر منفی می‌گذارند. در مرحله انتخاب سوش‌های میکروبی علاوه بر ویژگی پروبیوتیکی نکات مهم دیگری مانند تناسب میکروارگانیسم برای رشد و فرآوری در یک کشت تغلیظ شده، رشد و بقا در محصولات تولیدی و تأثیر آن‌ها بر ویژگی‌های حسی را نیز باید مورد توجه قرار داد. قابلیت بقا معمولاً برای فرا ویژگی بهینه به عنوان پیش نیاز در نظر گرفته می‌شود، به این دلیل تضمین کیفیت فراورده‌های پروبیوتیکی اغلب بر اساس تکنیک‌های شمارش سلول‌های زنده صورت می‌گیرد. عوامل متعددی مانند ویژگی‌های سوش‌های میکروبی ماتریکس غذایی، دما، pH و اثر متقابل میکروارگانیسم‌ها بر زنده ماندن پروبیوتیک‌ها تأثیر می‌گذارد. مواد مورد استفاده در بسته بندی و شرایط نگهداری فراورده‌ها اهمیت زیادی در کیفیت نهایی محصول دارند. پری بیوتیک‌ها (کربو هیدرات‌های قابل تخمیر - غیرقابل هضم) نیز ممکن است نقش مطلوبی در ثبات پروبیوتیک‌های انتخابی داشته باشند از سویی دیگر با توجه به ضرورت بقاء پروبیوتیک‌ها در دستگاه گوارشی انتخاب سوش‌ها بر اساس مقاومت به شرایط اسیدی و غلظت زیاد اسیدهای صفراوی انجام می‌گیرد.

## برخی آزمایش‌ها

### اثر باکتری تولید کننده اسید لاکتیک (LAB) و اوره بر ترکیب شیمیایی و ارزش غذایی علوفه کامل جو
این آزمایش به منظور بررسی اثر باکتری تولید کننده اسید لاکتیک (LAB) و اوره بر ترکیب شیمیایی، ارزش غذایی و ویژگی‌های مایع شکمبه علوفه کامل جو سیلو شده انجام گردید. در یک طرح کاملاً تصادفی و به صورت چرخشی، چهار گوسفند نر سافولک مورد استفاده قرار گرفت. محلول LAB به میزان دو لیتر بر هر تن گیاه تر جو (با ۳۵% ماده خشک) و اوره به میزان چهار کیلوگرم به هر تن ماده خشک (با ۵۵% ماده خشک)، افزوده و به مدت ۶۰ روز سیلو شد. سیلاژهای با ماده خشک کم، pH پایین‌تر، قندهای محلول در آب باقی‌مانده، ازت آمونیاک، اسید لاکتیک و اتانول بیشتر و نسبت لاکتات به استات بالاتری داشتند. LAB موجب افزایش اسید لاکتیک و نسبت بالاتر لاکتات به استات گردید. قابلیت هضم ماده خشک (P<0.001)، ماده آلی (01/0>P)، دیواره سلولی (P<0.05)، دیواره سلولی بدون همی‌سلولز (01/0>P) و ازت کل (01/0>P)، با افزودنی‌ها افزایش معنی‌داری نشان دادند. میانگین غلظت ازت آمونیاکی و pH شکمبه با سیلاژهای دارای اوره، به‌طور معنی‌داری (P<0.05) افزایش یافت. میزان پروپیونات شکمبه با سیلاژهای دارای LAB به‌طور معنی‌داری (01/0>P) بالاتر از سیلاژهای دارای اوره بود. نتایج نشان می‌دهد که افزودن LAB به میزان دو لیتر به هر تن علوفه کامل جو با حدود ۳۵ درصد ماده خشک، موجب بهبود تخمیر و ارزش غذایی گردیده است.

### ترخینه منبع باکتری‌های اسید لاکتیک پروبیوتیک
ترخینه ماده اولیه در تهیه سوپ سنتی در نواحی کوهستانی غرب ایران است. این ماده متشکل از بلغور گندم خیسانده در دوغ گوسفندی است. بومیان منطقه از ترخینه به دلیل خواص درمانی استفاده می‌کنند. با توجه به مراحل عمل آوری ترخینه به نظر می‌رسد منبع مناسبی از باکتری‌های اسید لاکتیک مفید با خواص پروبیوتیکی باشد. هدف از این تحقیق جدا کردن باکتری‌های اسید لاکتیک از ترخینه و بررسی امکان کلونیزاسیون آن‌ها در سیستم گوارشی و توانایی کاهش کلسترول محیط کشت است. نمونه‌های ترخینه در محیط MRS broth کشت و کلنی باکتری‌های اسید لاکتیک با روش کشت خطی ایزوله شدند. جهت بررسی امکان کلونیزاسیون ایزوله‌ها در سیستم گوارشی، مقاومت در شرایط اسیدی 2.5=pH، املاح صفراوی %۰٫۳ بررسی شد. جذب و کاهش کلسترول محیط کشت حاوی ۳۰۰ میکرو گرم بر میلی لیترکلسترول با روش o-phethalaldehyd تعیین شد. ۲۶ سویه لاکتوباسیلوس از ترخینه تازه (T1-T6) جدا و سویه‌های T4، T5، T11 توانایی بقا در شرایط اسیدی و رشد در حضور املاح صفراوی را داشتند. تنها سویه T4 توانایی جذب بالای ۲۰۰ میکرو گرم بر میلی لیترکلسترول محیط کشت را نشان داد. اگر چه سویه‌های T7، T23 به املاح صفراوی بوده و از توانایی جذب کلسترول محیط کشت به ترتیب ۲۹۷ و ۲۱۷ میکرو گرم بر میلی لیترکلسترول برخوردار می‌باشند. اگر چه مقاومت این دو ایزوله در شرایط اسیدی کمتر از حد آستانه است. نتایج نشان می‌دهد ترخینه منبع غنی از باکتری‌های اسید لاکتیک مفید می‌باشد. این باکتری‌ها بنا بر ویژگی‌های رشدی و مقاومت در شرایط گوناگون می‌توانند در صنایع غذایی مختلف بتوانند استفاده شوند.

## خواص و کاربرد مفید باکتری اسید لاکتیک: تجربه 10 ساله در بیوتکنولوژی غذایی کاربردی
جامعه علمی در حال حاضر با افزایش بیش از تصاعدی دانش در تمامی زمینه ها و رشته ها مواجه است. در 10 سال گذشته، سهم مجله Applied Food Biotechnology در توزیع این دانش با ارائه تریبونی برای محققان از کشورهای مختلف در سراسر جهان برای به اشتراک گذاشتن ایده‌ها، مشاهدات و فرضیه‌های خود برجسته بود. مجله کاربردی بیوتکنولوژی غذایی با تمرکز بر جنبه های مختلف علوم کاربردی و بنیادی زیستی به عنوان مرجع جامعه علمی ایران تاسیس شد. در 10 سال گذشته، این مجله چندین موضوع مرتبط با کاوش در خواص مفید باکتری‌های اسید لاکتیک (LAB) و نقش آنها در فناوری‌های غذایی مدرن را پوشش داده است. LAB قبلاً به عنوان تحقق دیدگاه بقراط برای نقش بالقوه غذا در سلامت انسان و سایر حیوانات ثابت شده است. با این حال، مرز بعدی چه خواهد بود؟ چالش‌ها در درک تعاملات بین میکروبیوتا و میکروارگانیسم‌های میزبان چیست؟ ابزارهای تحلیلی جدید، که عصر جدیدی از تحقیقات پروبیوتیک را تسهیل می کند، چه خواهند بود؟ اینها تنها چند موضوع تحقیقاتی بودند که در دهه گذشته در بیوتکنولوژی غذایی کاربردی ارائه و مورد بحث قرار گرفتند. هدف این مرور سرمقاله، تجلیل از سهم علمی Applied Food Biotechnology در زمینه تحقیقات مرتبط با خواص مفید LAB است و برخی از مطالعات منتشر شده در مجله را خلاصه می کند.

## پیوندها
لاکتوباسیلوس
لاکتوباسیلالس
استرپتوکوک